# Had og Kærlighed
Had og Kærlighed er en dansk stumfilm fra 1918 med ukendt instruktør.

## Handling
Denne artikel mangler et handlingsreferat. Hjælp os med at skrive det.

## Medvirkende
- Hans Dynesen - Robert Blixton
- Emilie Sannom - Lily Blixton
- Nathalie Krause - Anny
- Peter S. Andersen - Dawton
- Emanuel Gregers - Baron Chevalier
- Bertel Krause - Stærke Williams
- Jonna Neiiendam - Fru Milton
- Viggo Larsen - Fru Miltons medsammensvorne
- Känitz Simonsen - Fru Miltons medsammensvorne